# Chrissie Shrimpton
Christine „Chrissie“ Shrimpton (* 15. Juli 1945 in London) ist ein britisches Model und Schauspielerin.

## Leben
Sie ist die jüngste Schwester des Supermodels Jean Shrimpton. Von 1963 bis 1966 war sie mit Mick Jagger, als dessen erste feste Freundin liiert. Eine Zeitlang arbeitete sie für Andrew Loog Oldham und das Label Decca Records. Das Das Lied 19th Nervous Breakdown, das die Band The Rolling Stones Anfang 1966 als Single veröffentlichte, wurde in Bezug auf Chrissie Shrimpton geschrieben. Auch weitere Songs der frühen Rolling Stones beziehen sich, wenn von einem „Girl“ die Rede ist, auf sie (etwa Stupid Girl).
Im 2012 ausgestrahlten BBC-Fernsehvierteiler We’ll Take Manhattan wurde sie von der Schauspielerin Clemmie Dugdale dargestellt.

## Filmografie (Auswahl)
- 1966: G.G. Passion (Kurzfilm)
- 1969: Banditen auf dem Mond (Moon Zero Two)
- 1970: Villette (Fernsehserie, 5 Episoden)
- 1970: Inzest (My Lover My Son)
- 1971: All the Right Noises